# (11602) Miryang
(11602) Miryang est un astéroïde de la ceinture principale.

## Description
(11602) Miryang est un astéroïde de la ceinture principale. Il fut découvert le 28 septembre 1995 à Socorro (Nouveau-Mexique) par Robert Weber. Il présente une orbite caractérisée par un demi-grand axe de 2,68 UA, une excentricité de 0,13 et une inclinaison de 10,6° par rapport à l'écliptique.

## Compléments